# Oceans of Fantasy
Oceans of Fantasy è il quarto album del gruppo musicale tedesco Boney M., pubblicato nel 1979.
La seconda traccia Gotta go Home riprende la melodia principale del brano del 1973 Hallo Bimmelbahn del gruppo tedesco Nighttrain, ed è poi stata massicciamente campionata dai Duck Sauce per il loro singolo Barbra Streisand del 2010.

## Tracce
Side A:
1. Let It All Be Music (Van Vugt) - 5:33
2. Gotta Go Home (Frank Farian, Fred Jay, Heinz & Jürgen Huth) - 3:46
3. Bye Bye Bluebird (Farian, Jay, Georg Reyam) - 5:12
4. Bahama Mama (Farian, Jay) - 3:33
5. Hold On I'm Coming (Isaac Hayes, David Porter) - 4:00
6. Two of Us (John Lennon, Paul McCartney) - 3:16
7. Ribbons Of Blue (Keith Forsey) - 2:00

Side B:
1. Oceans Of Fantasy (Kawohl, Zill, Jay) - 5:26
2. El Lute (Farian, Jay, Hans Blum) - 5:03
3. No More Chain Gang (Rainer Ehrhardt, Farian, Jay) - 5:51
4. I'm Born Again (Jay, Helmut Rulofs) - 4:09
5. No Time To Lose (Farian, Jay, Stefan Klinkhammer) - 3:26
6. "The Calendar Song (January, February, March...)" (Farian) - 3:24

## Formazione
- Liz Mitchell - voce
- Marcia Barrett - voce
- Frank Farian - voce
- Precious Wilson - voce
- Linda Blake - voce
- Bill Swisher - voce narrante
- Gary Unwin - basso
- R. Besser - basso
- Keith Forsey - batteria
- Mats Björklund - chitarra
- Nick Woodland - chitarra
- Michael Cretu - tastiere
- Lisa Gordanier - sassofono
- American Horns In Europe - ottoni
- Lance Burton - sassofono
- Bobby Stern - sassofono
- Geoff Stradling - trombone
- Jim Polivka - tromba
- Scot Newton - tromba
- Etienne Cap - tromba
- Walter Raab - tromba
- Karl Bartelmes - tromba
- Benny Gebauer - sassofono
- Dino Solera - sassofono, flauto
- George Delagaye - sassofono
- Ludwig Rehberg Jr. - effetti sonori